# Ильяшов, Григорий Алексеевич
Григорий Алексеевич Ильяшов (род. 13 апреля 1965, Сватово, Луганская область) — генерал-полковник, Председатель Службы внешней разведки Украины (18 июня 2010 — 27 февраля 2014). Член Партии регионов. В 2012 году журнал «Фокус» включил его в список 200 самых влиятельных украинцев (45 место).

## Семья
По национальности украинец; отец Алексей Григорьевич (1934—2004), мать Нина Николаевна (1941 г.р.) — пенсионерка, жена Елена Лукаш (1976 г.р.) — первый заместитель Главы Администрации Президента Украины — Представитель Президента Украины в Конституционном Суде Украины; от первого брака дочь Дарья (1989 г.р.) и сын Антон (1997 г.р.), дочь Мария (2009 г.р.) — от второго.

## Образование
- Симферопольское высшее военно-политическое строительное училище (1982—1986);
- Высшие курсы контрразведки КГБ СССР (1988—1990, г. Новосибирск);
- Харьковский филиал Украинской академии государственного управления при Президенте Украины (2001)[2][4].

## Карьера
В 1986—1988 годах — служба в пограничных войсках КГБ СССР Среднеазиатского пограничного округа. В 1988—1992 годах — оперуполномоченный особого отдела КГБ СССР Среднеазиатского пограничного округа. В 1992—2003 годах — служба в управлении Службы безопасности Украины в Луганской области. Сентябрь 2003 — август 2004 — начальник УСБУ в г. Ялте. Август 2004 — март 2005 — начальник УСБУ в Луганской области.
Народный депутат Украины 5-го созыва (апрель 2006 — ноябрь 2007) от Партии регионов, № 127 в списке. На время выборов: в распоряжении Председателя Службы безопасности Украины, беспартийный. Заместитель председателя Комитета по вопросам правовой политики (июль 2006 — февраль 2007). Председатель Комитета по вопросам правовой политики (с февраля 2007), член фракции Партии регионов (с мая 2006), председатель постоянной делегации ВР Украины при НАТО (с сентября 2006).
Народный депутат Украины 6-го созыва с ноября 2007 от Партии регионов, № 148 в списке. На время выборов: народный депутат Украины, беспартийный.
Пришёл на должность Председателя Службы внешней разведки Украины 18 июня 2010 года из Верховной Рады Украины, где был членом фракции Партии регионов (с ноября 2007), членом Комитета по борьбе с организованной преступностью и коррупцией (с декабря 2007). Освобождён от занимаемой должности после смены власти на Украине 26 февраля 2014 года.